# Maksim Romaschenko
Maksim Yuryyevich Ramashchanka - em bielorrusso, Максім Юрыйевіч Рамашчанка (31 de julho de 1976) - é um futebolista bielorrusso. Joga atualmente pelo clube Trabzonspor, da Turquia. 
É mais conhecido por seu nome russificado dos tempos de URSS, Maksim Yuryevich Romashchenko (Максим Юрьевич Ромащенко).